# Lepidium englerianum
Lepidium englerianum är en korsblommig växtart som först beskrevs av Muschler, och fick sitt nu gällande namn av Al-shehbaz. Lepidium englerianum ingår i släktet krassingar, och familjen korsblommiga växter. Inga underarter finns listade i Catalogue of Life.